# Catubig (Fluss)
Der Catubig (eng.: Catubig River) ist ein Fluss in der Provinz Northern Samar auf den Philippinen. Er entspringt in den zentralen Gebirgen der Insel Samar, auf einer Höhe von ca. 800 Metern am Mount Capotoan. Der Fluss mündet in der Gemeinde Laoang mit einem Delta in die Philippinensee, durch das die Insel Laoang von der Hauptinsel Samar abgetrennt wird. Der Catubig hat eine Länge von 54 km und ein Wassereinzugsgebiet von 836 km², zu dem unter anderem die Gemeinden Catubig und Las Navas gezählt werden.
Im Mündungsbereich liegt ein 444 Hektar großer Mangrovenwald, der mit der Nipapalme (Nypa frulicans) durchsetzt ist. Landwirtschaftlich genutzte Flächen zum Reisanbau umfassen 15.604 Hektar (ha) und 10.994 ha umfassen Kokosnussplantagen. Die weitere Flächennutzung im Einzugsgebiet des Catubig wird wie folgt beschrieben: 1.118 ha Grasflächen, 4.694 ha Buschwälder,  5.022 ha Sekundär- und 43.254 ha Primärwald. Der pH-Wert des Wassers des Flusses reicht von 6,3 bis 8,0.
Die Region, in der der Fluss liegt, weist ein tropisch-schwüles Klima auf ohne Trockenperioden. Die stärksten Niederschläge fallen von November bis Januar.